# Orthochtha dimorphipes
Orthochtha dimorphipes är en insektsart som beskrevs av Boris Petrovich Uvarov 1953. Orthochtha dimorphipes ingår i släktet Orthochtha och familjen gräshoppor. Inga underarter finns listade i Catalogue of Life.